# 圣维托罗马诺
圣维托罗马诺（義大利語：San Vito Romano），是意大利拉齐奥大区罗马首都广域市的一个市镇。总面积12.72平方公里，人口3456人，人口密度271.7人/平方公里（2009年）。ISTAT代码为058100。